# Карл Антон Мартіні
Карл Антон фон Мартіні барон фон Вассербург (нім. Karl Anton von Martini = Karl Anton Freiherr von Martini zu Wasserburg, нар. 15 серпня 1726, м. Рево, Священна Римська імперія — пом. 7 серпня 1800, м. Відень, Австрійська імперія) — австрійський правознавець, філософ права. Випускник Інсбруцького університету. Від 1754 — професор Віденського університету. Відомий як основний автор Цивільного кодексу для Східної Галичини 1797 року та співавтор Австрійського загального цивільного уложення.

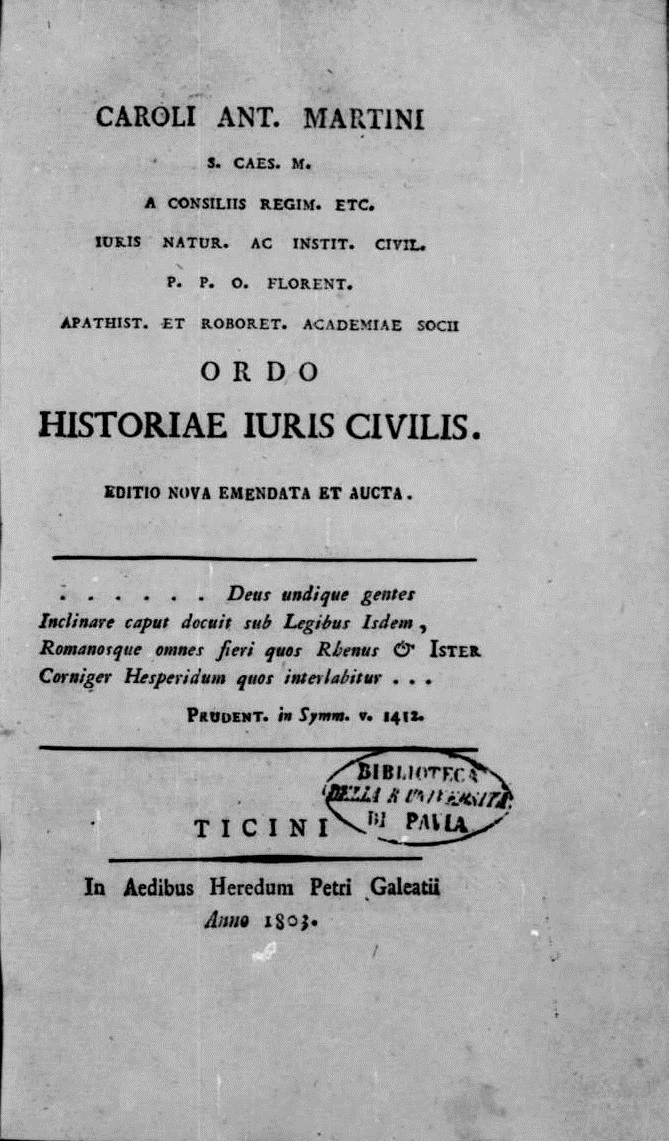
Ordo historiae iuris civilis, 1803